# Fraize
Fraize (Duits: Fress) is een gemeente in het Franse departement Vosges in de regio Grand Est en telt 2990 inwoners (1999). In de gemeente ligt het gesloten spoorwegstation Fraize.
Fraize maakt deel uit van het arrondissement Saint-Dié-des-Vosges en het was de hoofdplaats van het kanton Fraize tot dit op 22 maart 2015 werd opgeheven en de gemeente werd opgenomen in het kanton Gérardmer.

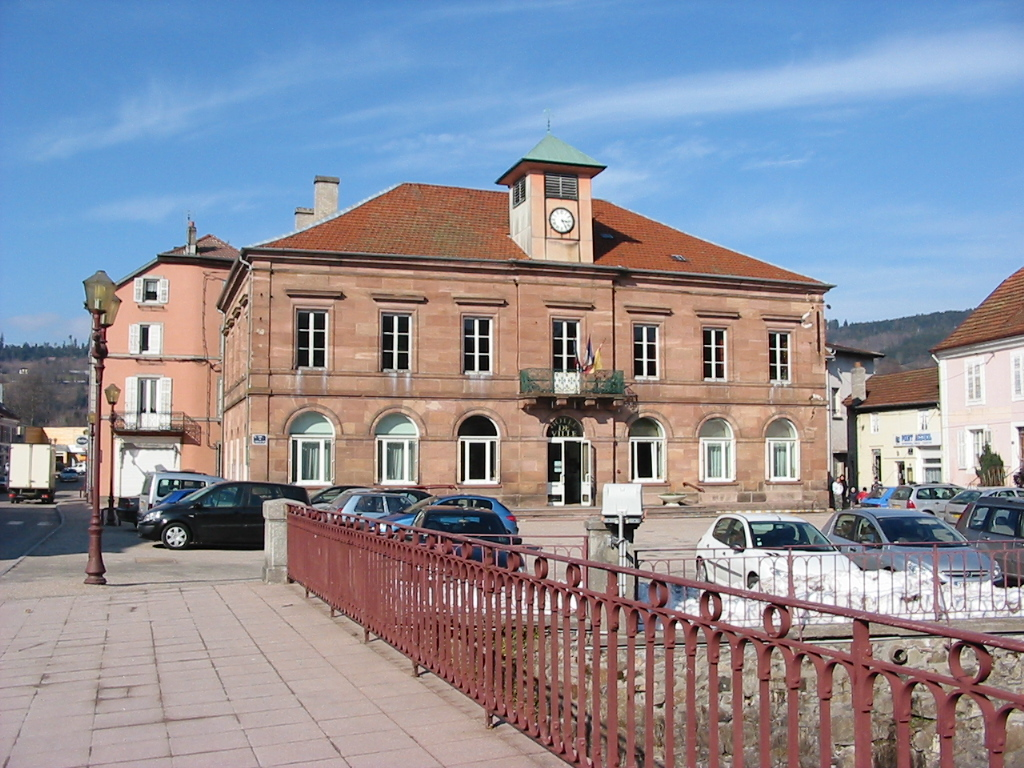
Gemeentehuis

## Geografie
De oppervlakte van Fraize bedraagt 15,6 km², de bevolkingsdichtheid is 191,7 inwoners per km².
De onderstaande kaart toont de ligging van Fraize met de belangrijkste infrastructuur en aangrenzende gemeenten.

## Demografie
Onderstaande figuur toont het verloop van het inwonertal (bron: INSEE-tellingen).